# Chiptune
A chiptune, más néven chipzene vagy 8-bites zene a szintetizált elektronikus zene egy olyan stílusa, amelyet a programozható hanggenerátor (PSG) hangchipek vagy szintetizátorok segítségével készítettek a régi játéktermi gépekben, számítógépekben és videójáték-konzolokban.
A kifejezést általában olyan tracker formátumú zenére használják, amely szándékosan a régebbi PSG-vel készített zenéhez hasonlóan szól (ez a kifejezés eredeti jelentése), valamint olyan zenére, amely a PSG hangokat modern zenei stílusokkal kombinálja.
Mivel a chiptune inkább a hangzásra és hangszerelési technikákra vonatkozik így számtalan zenei műfaj stílusában készülthetnek ilyen zenék.

## Története

### SID zenei kultúra
Ahogy telt az idő, több demócsapat áttért arra, hogy saját zenét használjon a „lopott” játékzenék helyett. 1986-ban Jeroen "Red" Kimmel tanulmányozta Rob Hubbard zenei lejátszó rutinját, és eredeti demózenékhez használta, mielőtt 1987-ben saját rutint írt volna. A hobbisták saját, dedikált zenei szerkesztőszoftvereket is írtak, mint például Chris Hülsbeck Soundmonitorja, amely a 64'er című német C=64 magazin 1986-os számában jelent meg begépelhető programként.
A SID-zeneszerkesztés gyakorlata a mai napig zökkenőmentesen folytatódik a Commodore 64 demosceneen. A High Voltage SID Collection, a SID zenék átfogó archívuma több mint 40 000 SID zenét tartalmaz.